# Teorama
Teorama est une municipalité située dans le département de Norte de Santander en Colombie.